# Hendecasis
Hendecasis là một chi bướm đêm thuộc họ Crambidae.

## Species
- Hendecasis apicefulva Hampson, 1916
- Hendecasis apiciferalis (Walker, 1866)
- Hendecasis duplifascialis (Hampson, 1891)
- Hendecasis fulviplaga Hampson, 1916
- Hendecasis fumilauta Warren, 1896
- Hendecasis melalophalis Hampson, 1906
- Hendecasis pulchella (Hampson, 1916)